# Portal del Bisbe
El Portal del Bisbe (en español: Portal del Obispo) o Torre del Obispo es la única puerta que se conserva en la actualidad de las cuatro que se abrían en la muralla romana de Barcelona, España. Está situado a la embocadura de la calle del Obispo, frente a la Plaza Nueva, en el Barrio Gótico, en el distrito de Ciutat Vella.
Con el resto de tramos de la muralla romana barcelonesa, forma parte de un conjunto catalogado como Bien de Interés Cultural.

## Historia

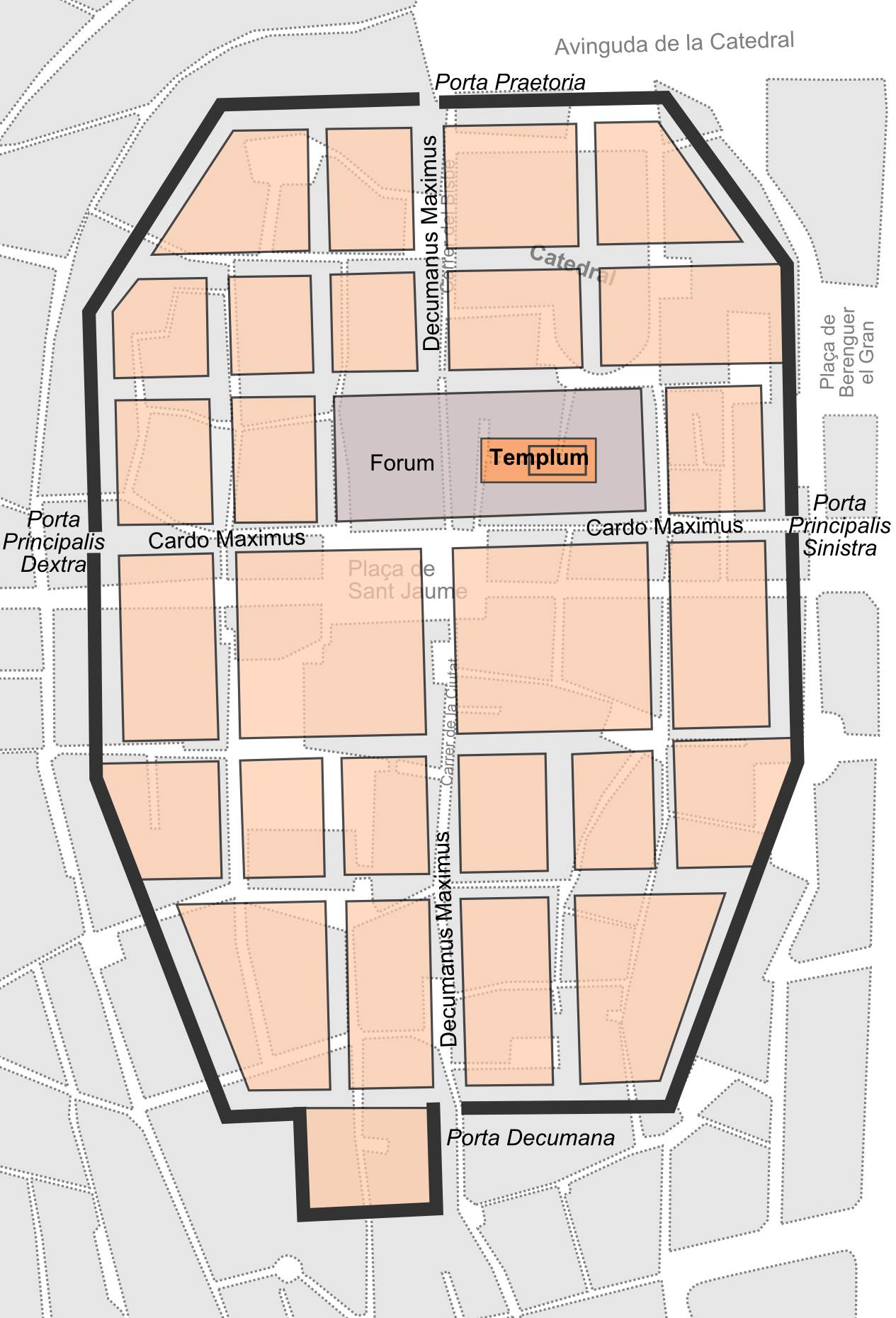
La Porta Praetoria y las otras tres puertas de la muralla romana.

En época romana este portal era denominado Porta Praetoria y daba acceso a la colonia Iulia Augusta Faventia Paterna Barcino por el decumanus, cuyo trazado hoy recorre la calle del Bisbe. 
Originalmente, este era un portal con tres pasos: uno central para carros, más ancho, y dos laterales para peatones. Uno de estos es el que se conserva en la actualidad, flanqueado por dos torres semicilíndricas. Hoy se sabe que los dos acueductos que traían el agua a la Barcino romana confluían en la torre izquierda, donde se ubicaba el castellum aquae, un gran depósito desde donde se distribuía en toda la red urbana, y que todavía hoy se conserva en el interior de la Casa del Archidiácono, sede del Archivo Histórico de la Ciudad.

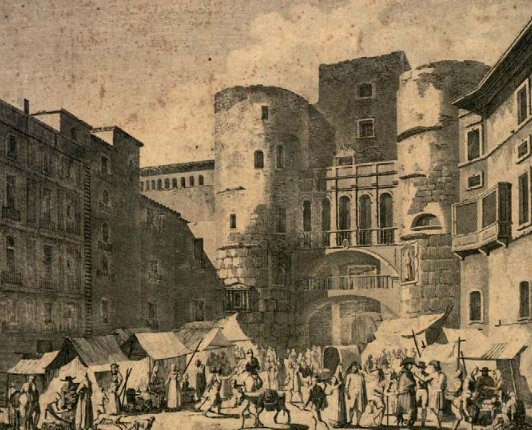
El portal en 1614.

Esta estructura sufrió varias reformas y reconstrucciones en época medieval. En el siglo XII ambas torres, propiedad de los arcedianos de la Catedral, fueron completadas, aumentado su altura. En el siglo XVI se abrieron diversas ventanas. En 1614 la Generalidad construyó un arco que unía ambas torres, que se destruyó en 1823. 
El aspecto actual del portal data de entre 1883 y 1895. La torre derecha se encuentra adosada al Palacio Episcopal de Barcelona. La torre izquierda ha quedado adosada a la Casa del Archidiácono, construida sobre la antigua muralla, como puede observarse en su fachada de la Avenida de la Catedral. La misma torre izquierda tiene adosada, en su parte baja, una arcada que recrea un tramo de acueducto romano. Se trata de una construcción contemporánea, realizada en 1958, con materiales recuperados en excavaciones de los acueductos originales. Junto a este arco hay una hornacina con una imagen de san Roque del siglo XVI.